# Joan Petit
Juan o Joan Petit i Montserrat (Barcelona, 1904—íd., 15 de enero de 1964) fue un filólogo clásico (helenista y latinista), editor, crítico literario, traductor y profesor universitario español.

## Biografía
Hijo de Josep Petit y Julia Montserrat, se doctoró en Letras y en Derecho en la Universidad de Barcelona, donde tuvo por maestros al latinista Joaquín o Joaquim Balcells i Pinto y al helenista Carles Riba. Su tesis en Letras fue Un manuscrito español de Terencio (1928). Completó sus estudios en el Collège de France. Antes de la Guerra Civil fue, tras propuesta de Jordi Rubió en 1931, profesor de Historia de la civilización en la Escuela de Bibliotecarios, ocupando la plaza dejada por Nicolau d'Olwer, y, aunque ya era desde 1927 profesor ayudante de clases prácticas y había hecho sustituciones, en 1934 obtuvo por oposición el nombramiento de profesor ayudante en la sección de Filología Clásica de la Universidad de Barcelona. 
Defensor de la República, en 1938 actuó como voluntario en el Servicio de Propaganda del Estado Mayor del ejército, aunque no consta que dejara las clases. Así que, al acabar el conflicto, tuvo que exiliarse a Francia en 1939 y estuvo algún tiempo en el campo de concentración de Argelès-sur-Mer, pasando después a Toulouse. Perdió su plaza de profesor, aunque en 1942 volvió a Cataluña cuando los nazis concluyeron la invasión de Francia. Fue juzgado por el régimen franquista por desafecto al régimen, siendo condenado a una multa de dos mil pesetas de entonces y diez años de confinamiento en Tordesillas, y, sin poder volver a la Universidad, tuvo que dedicarse a la enseñanza privada y al mundo de la edición, ejerciendo además la traducción para editoriales como Argos, Gustavo Gili, Lauro-José Janés, Hispano Americana de Ediciones y la madrileña Plus Ultra, bajo el pseudónimo de "Fernando Acevedo", al que nunca renunciará según atestiguan sus posteriores traducciones para Seix-Barral de Colette Audry, A. Schwarz-Bart y Tommaso Landolfi. En esa época también escribió Pugilato de preguntas (Scientia, 1942), escrito con otro seudónimo, "Juan Peñafiel".
Director literario en 1950 de la editorial Seix-Barral, en la que llevaba trabajando desde 1946, en ella tuvo un importante papel en la creación y publicación de la colección "Biblioteca Breve" auspiciada por Carlos Barral; en esta colección también publicó traducciones de Marguerite Duras, Alain Robbe-Grillet, Michel Butor, Fernando Namora, Giorgio Bassani y otros, y ayudó en la creación del premio Formentor a Carlos Barral y a su eminencia gris, Jaime Salinas Bonmatí. En 1950, pudo volver a la docencia universitaria en la Universidad Autónoma de Barcelona (1952-1964) primero como auxiliar de cátedra y luego como profesor adjunto de Martín de Riquer, tras unas brillantísismas oposiciones en que desarrolló un tema sobre Marcel Proust; Riquer, erudito medievalista y amigo suyo, ya le había ayudado en el momento del juicio. En esta etapa enseñó literatura francesa además de filología clásica, y al respecto Martín de Riquer comentó más de una vez la extraña sensación que le producía tener como adjunto a uno de sus maestros.
Tradujo del francés, del italiano, del alemán y del portugués, lenguas que, entre otras, dominaba a la perfección. Sobre todo historias de la literatura, novelas modernas y estudios y monografías de arte antiguo y moderno, por ejemplo, la Historia de la pintura moderna de Sheldon Cheney (1954). Coordinó una ambiciosa Historia de la cultura española, cuyos autores eran en parte discípulos de Jaime Vicens Vives, y redactó junto a Enrique Bagué su volumen La Baja Edad Media (1956); prologó además otros tomos y  vertió al castellano el importante estudio de Hugo Friedrich Estructura de la lírica moderna, además de realizar una importante edición crítica en la editorial Vergara del Gil Blas de Santillana de Alain René Lesage.
Hombre de múltiples y variadas inquietudes, curiosidades y saberes, dotado de una aguda sensibilidad literaria y artística, colaboró como crítico musical en Mirador y sobresalió sobre todo como un excelente profesor de filología clásica, consagrándose sobre todo al estudio de la literatura latina medieval, la poesía francesa etcétera. Desde muy joven fue miembro y más tarde figuró en el consejo directivo de la Fundación Bernat Metge y para ella hizo diversas traducciones al catalán de clásicos grecolatinos, por ejemplo las Poesías de Catulo (con Josep Vergés, 1928), dos volúmenes de Discursos de Lisias (1929-34) y tres de las Arengues de Demóstenes (1950-51); también fue editor literario de las Obras de Ausonio (1928-1931) y del primer volumen de las Obras de Sófocles traducidas por Carles Riba. Conforme a los criterios de la colección, sus traducciones son muy literales, aunque en cuanto al tratamiento dado a los temas eróticos o sexuales, por ejemplo en Catulo, prefería "no traducirlos o sustituirlos, si el sentido lo permitía, por eufemismos”. También aportó la noticia preliminar y las notas a la Electra de Sófocles (traducida por Carles Riba). En cuanto a su vida social, fue tan activa que Laureano Bonet lo considera el principal aglutinador de la Escuela de Barcelona, una rama fundamentalmente poética de la Generación de 1950.
Estaba casado con la bibliotecaria Margarita o Margarida Fontseré Marroig, de la que tuvo dos hijos, la traductora Nuria Petit y el abogado y economista Jorge o Jordi Petit; su hermana Roser estuvo casada con el también filólogo Eduardo Valentí Fiol. El mismo año en que murió de cáncer, 1964, falleció poco después su mujer y se imprimió su traducción de la Historia de la literatura italiana de Natalino Sapegno. Lo sustituyó como director literario en Seix Barral el poeta Gabriel Ferrater, de quien era amigo y a quien había introducido en algunas de las tertulias literarias de que formaba parte. Póstuma se publicó en 1968 su traducción de los Carmina burana y dejó inédita otra del Pasticciaccio de Carlo Emilio Gadda. Amigo además de Jérôme Lindom y Alain Robbe-Grillet, contribuyó como editor y traductor a difundir el nouveau roman francés. A su discípulo Juan Ramón Masoliver, le dijo lo siguiente poco antes de morir:

Cuando me hayas de hacer la necrología, no olvides este aserto mío: poniendo mucho, de cuantas palabras escritas se publican apenas se leerá un 35 o un 40 por ciento. De las cuales sólo la mitad es entendida. Y de la otra media, la mitad cae en olvido. Y de lo que no se olvida, no poco no aprovecha en la vida. Y de lo que no se utiliza, más de la mitad se emplea mal. Para que entre los "happy few" que leen, entienden, recuerdan y utilizan lo que escribes nunca falten los diez o doce colegas que advierten que olvidaste una cita relevante o no la has interpretado a derechas, o que tradujiste un texto que no es exactamente el que dices adoptar, o, a falta de mayor pega, que se te ha pasado por alto alguna errata.

Masoliver afirmaba que era "el más sabio de cuantos alumnos paseábamos por el patio de Letras por los años de la Dictadura (...) el más humano también". Entre sus discípulos tuvo, además del citado Juan Ramón Masoliver, a Carlos Clavería, Caridad Martínez y Carlos Pujol, estos dos últimos traductores también para Seix-Barral.

## Obras
- Con el pseudónimo de Juan Peñafiel, Pugilato de preguntas, Barcelona: Scientia, 1942.
- Con Enrique Bagué. La Baja Edad Media. Barcelona : Seix Barral, 1956.

### Traducciones clásicas al catalán
- Gai Valeri Catul. Poesies. Barcelona: 1928. (FBM, 32) [con Josep Vergés]
- Lísies. Discursos. Vol. 1: Llibres I-XII. Barcelona: 1929. (FBM, 41)
- Demòstenes. Arengues. Vol. 1: Sobre les simmòries. Pels megalopolites. Primera Filípica. Per la llibertat dels rodis. Sobre l’organització financera. Olintíaques I-III. Barcelona: 1932. (FBM, 60)
- Lísies. Discursos. Vol. 2: Llibres XII-XXIV. Barcelona: 1934. (FBM, 70)
- Demòstenes. Arengues.Vol. 2: Sobre la pau. Segona Filípica. Sobre l’Halonnès. Sobre la qüestió del Quersonès. Tercera Filípica. Barcelona: 1950. (FBM, 97)
- Demòstenes. Arengues. Vol. 3: Quarta Filípica. Lletra de Filip i rèplica a la lletra de Filip. Sobre el tractat amb Alexandre. Barcelona: 1951. (FBM, 102)
- Carmina Burana. Barcelona: Llibres de Sinera, 1968

### Traducciones de otros autores al español
- James Howard MacBurney, El arte de bien hablar. Traducción y adaptación de Juan Petit; Barcelona: Carriga, 1963.
- Hugo Friedrich, La estructura de la lírica moderna : De Baudelaire hasta nuestros días / The structure of modern poetry: from the mid-nineteenth to the mid-twentieth century, Barcelona: Seix-Barral, 1959.
- Natalino Sapegno, Historia de la literatura italiana, Barcelona : Lábor, 1964.
- Alain René Le Sage, Aventuras de Gil Blas de Santillana. Edición, prólogo y notas de Juan Petit; Barcelona: Editorial Vergara, 1960.
- Marguerite Duras, Días enteros en las ramas, Barcelona: Seix Barral, 1957.
- Giorgio Bassani, El jardín de los Finzi-Contini, 1963.
- Alain Robbe-Grillet, El mirón, 1956.
- Hans Erich Nossack, Lo más tarde en noviembre, 1962.
- Pierre-Henri Simon, Historia de la literatura francesa contemporánea (1900-1950), Barcelona: [Duplex / Vergara, 1958], 2 vols.